# Марондера
Марондера (англ. Marondera) — город на северо-востоке центральной части Зимбабве, административный центр провинции Восточный Машоналенд.

## История
Марондера возникла в 1890 году как постоялый двор на дороге из Хараре в Мутаре. В 1896 году был разрушен противостоянием народа шона. Вновь возник как деревня в 1913 году; в 1943 году получил статус города.

## География
Расположен примерно в 72 км к юго-востоку от столицы страны, города Хараре. Абсолютная высота — 1699 метров над уровнем моря.

## Население
По данным на 2013 год численность населения составляет 68 017 человек.
Динамика численности населения города по годам:
| 1982   | 2002   | 2013   |
| ------ | ------ | ------ |
| 19 971 | 52 283 | 68 017 |